# Albert Weis
Albert Weis (* 1969 in Passau) ist ein deutscher Künstler. Er arbeitet vorwiegend skulptural, installativ und im öffentlichen Raum. Im Mittelpunkt seiner Arbeit steht die Auseinandersetzung mit der Gegenwart, der unmittelbaren Umgebung sowie der Architektur der Moderne.

## Leben
Weis studierte 1989–1997 an der Akademie der Bildenden Künste München bei Thomas Zacharias und bei James Reineking, dessen Meisterschüler er war. 1989/90 war er Artist in Residence beim Scottish Sculpture Workshop, Aberdeen, 1991 nahm er teil am Corso Superiore di Disegno in Como bei Emil Schumacher und Gerhard Richter. 2002/03 lehrte er Künstlerisches Gestalten an der Universität Kaiserslautern. Lehraufträge hatte er u. a. 2004 an der Fachhochschule Potsdam und 2016 an der Burg Giebichenstein Kunsthochschule Halle. Weis lebt und arbeitet seit 2002 in Berlin.
Albert Weis ist Mitglied in mehreren Künstlerverbänden, u. a. im BBK Berlin und in der Münchener Secession. Im Deutschen Künstlerbund war er 2018–2025 im Vorstand aktiv, 2018–2022 als Sprecher und Delegierter, u. a. 2019–2025 im Kuratorium der Stiftung Kunstfonds, 2019–2022 im Deutschen Kunstrat und 2002–2025 im Sachverständigenkreis Kunst am Bau des Bundesministeriums für Wohnen, Stadtentwicklung und Bauwesen.

## Werk
Weis untersucht Erzählungen und Formen des Alltäglichen und übersetzt diese in ein skulpturales und situatives Vokabular. Dabei geht es insbesondere um das Verhältnis des Betrachters zum Raum und um die Auseinandersetzung mit kulturellen, historischen und architektonischen Situationen. Er schafft komplexe Strukturen, die durch Faltungen, Reflexionen und Spiegelungen Oberflächen verdoppeln, verstärken oder optisch negieren. Dabei ergänzt er häufig Werkgruppen durch recherchiertes Material, Foto- und Papierarbeiten. Seine jüngsten Arbeiten beschäftigen sich mit dem Raster als kulturellem und architektonischem Code.
So untersucht die Arbeit philharmonie (2010–14) die Struktur der von Hans Scharoun 1963 erbauten Philharmonie in Berlin und die ihr zugrundeliegende pentagonale Form. Die Raumbereiche werden abstrahiert und als skulpturale Formen isoliert. 2022 zeigte Weis im Dialog mit der Ausstellung Raumlineaturen – Grafik von Hans Uhlmann 1933–1960 im Kunsthaus Dahlem die Installation changes (2018–2022), spiegelnde Wände, die Elemente aus dem Grundriss der Berliner Philharmonie aufgreifen. Gleichzeitig funktionierten die Wände als Ausstellungsarchitektur für die Werke von Hans Uhlmann.
Zeit und ihre Spuren im Wechsel von privatem und öffentlichem Raum ist ein Thema, das Weis seit langem verfolgt; in log (1997–2000) formte er den Küchenboden seiner Wohnung in Wachs ab und hielt über den Zeitraum von sechs Monaten Spuren der Benutzung fest; im Anschluss wurden die Platten in Beton abgegossen und in den Außenraum verlegt.
Ein Werkkomplex befasst sich mit Uhren als konzeptuellen Skulpturen: Bei zeiten (times) (2015-), einer von zwei Seiten sichtbaren Uhr, wurden die Ziffernblätter durch Glasscheiben ersetzt. Die Zeiger laufen zwar synchron, aber in entgegengesetzte Richtungen. Vergangenheit und Zukunft spiegeln sich und halten die Gegenwart in der Balance.
Zum Thema Zeit, Identität und Moderne sind zwei weitere Arbeiten von Bedeutung, 1916 (2016) und each other (2015). Sie beschäftigen sich mit den Brüchen des 20. Jahrhunderts. Die Installation 1916 besteht aus ca. 300 historischen Uhrenketten, die in Strängen von der Decke hängen. Viele Familien tauschten solche goldenen Uhrenketten im Ersten Weltkrieg ein, um damit die Finanzierung des Krieges zu unterstützen. Each other ist eine Videoarbeit, bei der Weis seinen 88-jährigen Vater filmisch porträtiert, während er ihm seine eigenen Briefe und die seiner Familie aus der Zeit der letzten Tage des Zweiten Weltkriegs und seiner Gefangenschaft in Jugoslawien vorliest. Im zweiten Video sind die Rollen getauscht: Der Künstler ist gefilmt, während sein Vater nun ihm seine Briefe aus der Zeit vorliest.
Weis hat zahlreiche Projekte im Bereich Kunst am Bau und im öffentlichen Raum realisiert; dabei stellt er immer wieder ortsspezifische und zeitübergreifende Bezüge her. So bezieht sich etwa seine Skulptur parting (Bayerisches Landesamt für Umwelt, Augsburg, 2012) auf den Polyeder in Albrecht Dürers Kupferstich Melencolia I (1514), der vom Aufbruch der Renaissance und der Versöhnung von Wissenschaft und Natur kündet. Bei einander (Innenstadtklinikum der LMU München, 2021) stehen zwei sich stützende Ringe für wechselseitige Unterstützung und vermitteln als Tor zwischen einem älteren und einem neueren Gebäudeteil. Den Campus der TU München in Weihenstephan definiert rang (2001): Betonelemente formen die Höhenlinien des Weihenstephaner Berges nach. Nachts werden sie mit einem grünen Lichtband nachgezeichnet. Damit definiert rang einen Ort, der vielfach nutzbar ist und die historische, architektonische und landschaftliche Umgebung reflektiert. 2016 gewann Weis mit Zeller & Moye Architekten den 1. Preis beim Wettbewerb für ein Denkmal für Martin Luther in Berlin-Mitte.
Arbeiten von Albert Weis sind in privaten und öffentlichen Sammlungen zu finden, etwa in der Mercedes-Benz Art Collection oder der imago mundi collection.

## Auszeichnungen und Stipendien
Weis erhielt u. a. 1999 den Förderpreis für Bildende Kunst der Stadt München und 2001 den Bayerischen Staatsförderpreis für Bildende Kunst. 2005 war er mit einem Stipendium des Freistaats Bayern an der Cité Internationale des Arts Paris. 2008 erhielt er das Arbeitsstipendium der Stiftung Kunstfonds, 2009 war er Stipendiat in der Villa Aurora, Los Angeles, 2009/10 mit einem Stipendium des Berliner Senats an der Cité Internationale des Arts Paris. 2014 war Weis Artist in Residence und Stipendiat des Goethe-Instituts am Irish Museum of Modern Art in Dublin, 2025 Artist in Residence bei AIR 101 in Gmunden.

## Ausstellungen (Auswahl)

### Einzelausstellungen (Auswahl)
- 2022 parts, Taubert Contemporary[10]
- 2019 after bauhaus, darc space, Dublin[11]
- 2018 changes, ZAK, Zentrum für Aktuelle Kunst in der Zitadelle Spandau[12], taut scharoun, Kunsthaus Dahlem, Berlin
- 2016 changes, Kunsthalle I Rathausgalerie, München
- 2015 parade (silver), Kunstverein Bochum[13], Museum Goch
- 2011 parade, Nusser & Baumgart Galerie, München, Szenenwechsel, Museum für Konkrete Kunst, Ingolstadt
- 2010 coupes, Centre d’art Nei Liicht, Dudelange[14], register, Zweigstelle Berlin
- 2009 modelisme / Stadtskulptur geht uns alle an!, Kunstverein Tiergarten, Berlin[15]

### Gruppenausstellungen (Auswahl)
- 2024 Zwischen Licht und Materie - vom Erscheinen und Verschwinden, Kunstverein Tiergarten, Berlin, mit Albert Coers, Lukas Grundmann, Petra Karadimas, Ute Lindner, Karen Stuke[16]
- 2020 How beautiful you are!, KINDL – Zentrum für zeitgenössische Kunst, Berlin[17]
- 2019 Vielschichtig – Von der Räumlichkeit der Flächenteilung, Dieselkraftwerk Cottbus, Brandenburgisches Landesmuseum für Moderne Kunst[18]
- 2016/17 Der Duchampeffekt. Readymade. Werke aus der Daimler Art Collection, Kunsthalle Göppingen[19]
- 2015 Einknicken oder Kante zeigen? Die Kunst der Faltung, Museum für Konkrete Kunst, Ingolstadt, Kunstraum Alexander Bürkle, Freiburg[20], Skulptur 2015, Skulpturenmuseum Glaskasten Marl[21]
- 2014 Unseen Presence, IMMA –  Irish Museum of Modern Art, Dublin[22]
- 2008 la vie moderne / revisitée, Passerelle Centre d'art contemporain, Brest[23]
- 2003 ArtGardenArt, Sprengel Museum Hannover, mit u. a. Maria Eichhorn, Peter Friedl, Olaf Metzel, Olaf Nicolai, Karin Sander[24]
- 2000 Robert Ryman: Retrospektive, Haus der Kunst, München, mit u. a. Ariane Epars, Clay Ketter, Beat Zoderer[25]

## Kunst am Bau / im öffentlichen Raum (Auswahl)
- 2024 clouds, Schulkomplex Bayernkaserne, München-Freimann[26]
- 2022 air, Auswärtiges Amt, Berlin[27]
- 2021 einander, Innenstadtklinikum der LMU München[28]
- 2019 parting, Landesamt für Gesundheit und Lebensmittelsicherheit Erlangen
- 2017 faltungen, Hauptbahnhof Augsburg
- 2012 parting, Bayerisches Landesamt für Umwelt, Augsburg
- 2015 zeiten, Fraunhofer IPM Institute for Physical Measurement Technology, Freiburg
- 2010 temps, Stadtraum Hattingen
- 2005 komplement, FOS Friedberg
- 2001 rang, Hochschulcampus der TU München, Weihenstephan[29]